# 맛토시
맛토시(松任市)는 이시카와현 남부에 위치했던 시이다. 
도시는 1970년 10월 1일에 성립되었다. 2005년 11월 1일에 맛토시는 이시카와군미카와정·쓰루기정·가와치촌·요시노다니촌·도리고에촌·오구치촌·시라미네촌과 합병해 새로운 하쿠산시를 형성하였다.

## 역사
「마츠키씨에게 맡긴다」에서 유래되었다.
본래 「마츠토」라고 읽지만, 음편으로 「마츠토」가 되었다.JR 마쓰토시 역도 「마토」라고 읽고, 공식 홈페이지에도 「MATTO」라고 표기되어 있다.

## 경제
호쿠리쿠 경제의 중심 도시인 가나자와 시에 인접하여 일찍부터 공업용지를 정비함에 따라 다양한 제조업이 육성되게 되었다. 특히 최근에는 PC용 모니터의 신장이 현저하다. 또한 전통 산업으로 풍부한 쌀과 맑은 수토리천의 복류수를 이용한 주조업이 있다.
창업기부터 본사와 공장을 둔 상장·점두 공개 기업으로는, EIZO 브랜드의 모니터가 세계적으로 알려진 나나오, 공작 기계 특히 NC 선반으로 유력한 타카마츠 기계 공업등이 있다.
또한 지역 산업으로는 명주 「텐구마이」로 전국에 알려진 차다 주조, 「데토리 강」의 요시다 주조가 있다. 게다가 출하액이 높고 고용량이 큰 공장으로는 기린맥주 호쿠리쿠 공장이 있는데, 이쪽도 사케와 마찬가지로 음용에 적합한 윤택한 수자원이 입지의 결정적 수단이 되고 있다. 그러나 국내 맥주류 시장이 축소 추세에 따라 2010년 8월 폐쇄, 해체됐다.

## 전통공예
에도시대부터 400년의 역사를 자랑하는 「아사노 북」이 유명하다

## 교통

### 철도
- 서일본 여객철도 호쿠리쿠 본선
- 가나자와 종합 차량소

### 도로
- 호쿠리쿠 자동차도
- 국도 8호선